# وينفريد غيلز
وينفريد غيلز (بالإنجليزية: Winifred Gales)‏ (10 يوليو 1761 - 26 يونيو 1839)؛ روائية أمريكية.